# ブカレスト交通公団

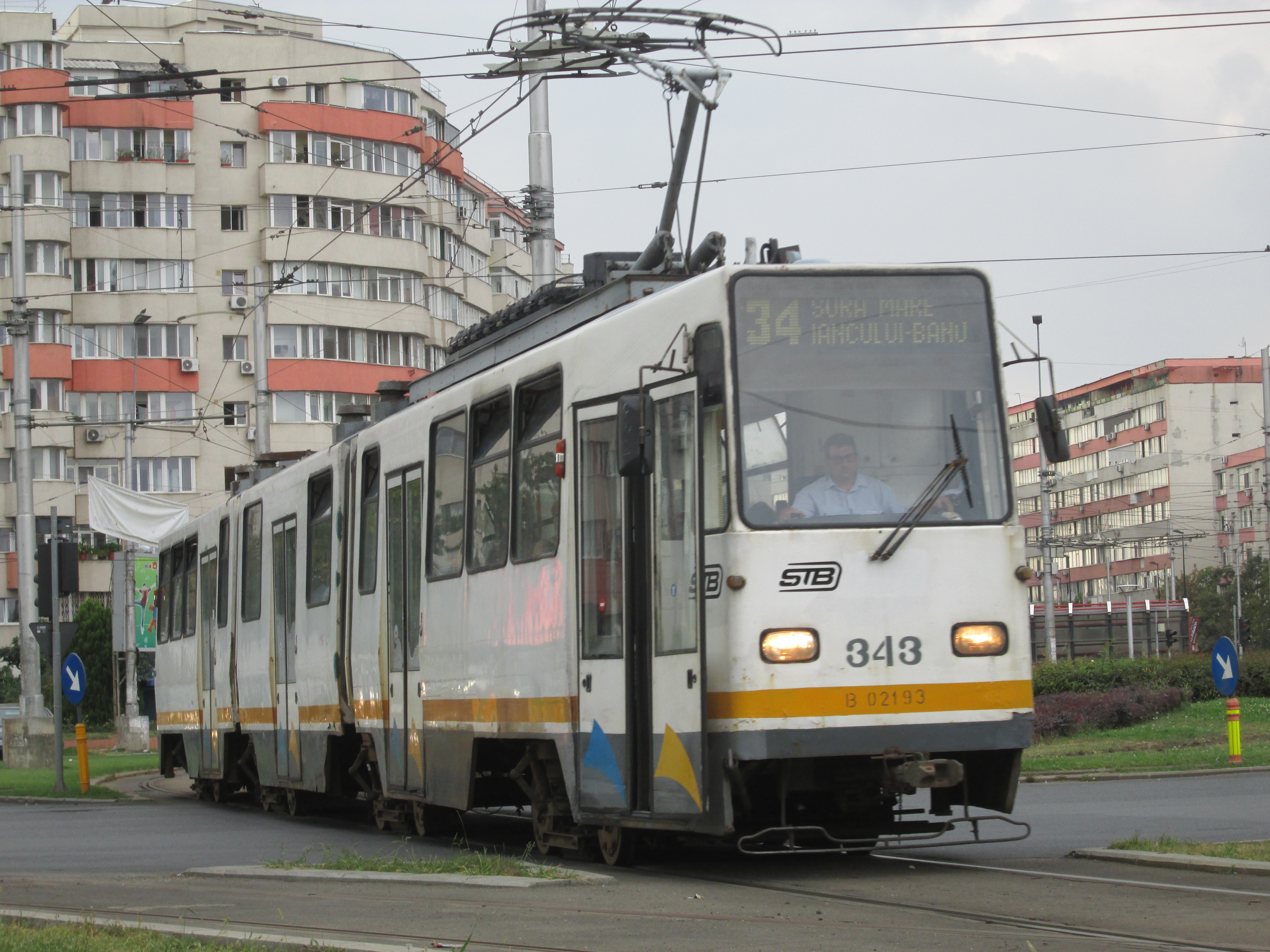
STBの路面電車

ブカレスト交通公団（ブカレストこうつうこうだん、ルーマニア語:Regia Autonomă de Transport Bucureşti、略称:RATB）は、ルーマニアの首都ブカレストにおいて路面電車及びバス・トロリーバスを運行する公営企業である。2018年9月13日から、RATBはSTB（ブカレスト交通協会, ルーマニア語:Societatea de Transport București)に名称を変更しました。

## 概要

### 沿革
ブカレストの公共交通は、1871年に運行が開始された馬車鉄道に端を発する。ブカレスト市が運営する公営交通としての発足は1909年で、1936年には市内の交通網のほとんどが公営交通により運行されるようになった。
第二次世界大戦後も公共交通の整備が進み、1949年にはトロリーバスを運行開始した。なお、1979年には地下鉄も開通している。
1970年代までは順調に路線網の拡大が行なわれたが、1980年代に入り、チャウシェスク政権の経済政策が破綻したことによって、公共交通も大きな影響を受けた。対外債務の返済のための輸出政策によって、産出される石油は優先的に輸出へ回されたため、石油産出国であるにもかかわらず国内の軽油の供給が削減されることになり、運行便数の削減やCNGバスへの改造なども行なわれた。2002年のアメリカ連邦輸送局の報告書では、この時期の公共交通の対応率は交通需要の40%程度であったという。
ルーマニア革命後の1990年、ブカレスト市交通局の組織改編が行なわれ、市内の地上交通の運営を担当するブカレスト交通公団(RATB)が発足した。地下鉄についてはメトロレックス公団として分離された。

### 運輸施策
RATBの特徴としては、運営がブカレスト市からの補助金によって支援されていることで、収入における補助金の割合は70%に及び、公営企業とはなったものの実質的には市営交通と同様の施策がとられている。これは、「公共交通は市が市民に提供する移動手段」という認識が強いため とされており、独立採算制を導入すると不採算路線の整理などにより市民の要求に対応できなくなる懸念があるためとされている。かつて共産主義政権だった国の多くは、欧州連合(EU)の支援により近代化が行なわれると同時に公営企業の民営化が進められており、公共交通においてもルーマニアの法律で入札で運行委託することが定められているが、ブカレストの市内交通については例外とされているのは、このような事情による。

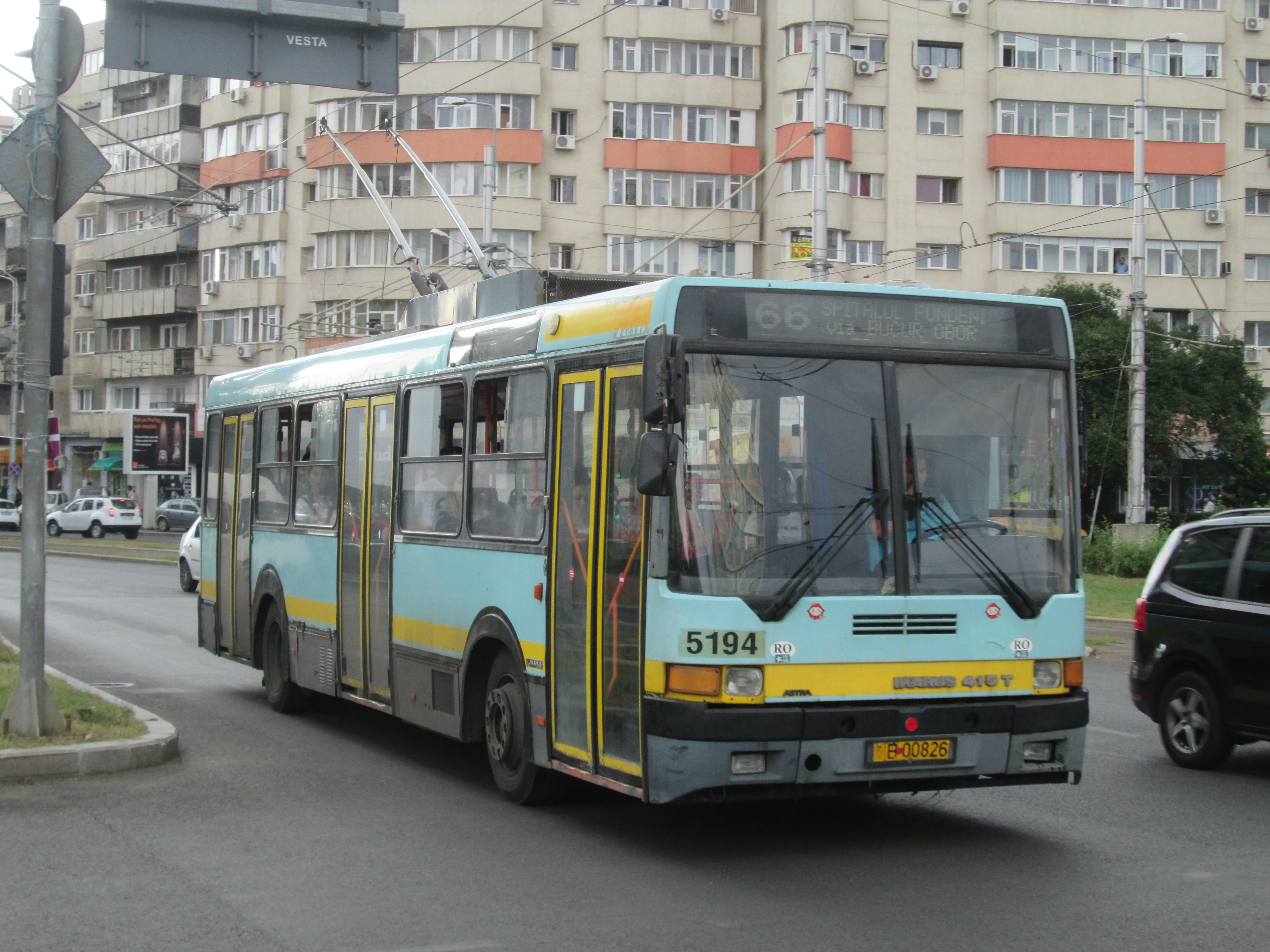
STBのトロリーバス

なお、革命後は国内の自動車台数が増加し、人口比のマイカー保有率は1990年の7.6%に対して2007年には13.9%にまで増加しており、RATBを初めとする公共交通の利用者が減少傾向となっている。また、路上駐車の増加による交通渋滞に伴う定時性の悪化も見られることから、ブカレスト市ではパークアンドライド施策を行なう一方で、市の中心部では路上駐車禁止区域を指定すると同時に大規模な駐車場を設置することで、公共交通への移行を進めている。この結果、渋滞により低下していたバスの平均速度は2003年に下げ止まり傾向となり、また後述する車両更新ともあわせて大気汚染のレベルも改善されつつあるという。

## 路線網
路面電車が23路線、バスが119路線、トロリーバスは19路線が運行されている。
2007年の輸送人員の実績は、合計8億2900万人であった。

## 運賃
2008年現在、RATBの運賃体系は、市内交通が1回1.3レイ、郊外交通については最大3レイの距離制運賃を採用している。原則として乗換えごとに運賃を支払う必要があるが、1日乗車券が8レイ・7日乗車券が17レイ、15日乗車券が25レイで発行されている。また、定期的に乗車する利用者向けに、定期券も発行されている。無賃乗車には50レイの罰金が科せられる。
2007年以降、既に地下鉄で採用されていたICカード乗車券の導入が進められている。

## 車両

### 路面電車
2006年現在、533両の車両が在籍する。

### トロリーバス
2006年現在、275台の車両が在籍する。主力車種は200台が在籍するアストラ415Tである。

### バス
| 地元ルーマニア製の車両 |  | 2006年以降大量導入されているメルセデス・ベンツ・シターロ |
| 地元ルーマニア製の車両 |  | 2006年以降大量導入されているメルセデス・ベンツ・シターロ |

かつては車両の使用年数が8年と定められていたにもかかわらず、実際には15年程度使用される車両も多く、車両のサービス水準は低かったという。革命後は新車を積極的に導入した結果、2008年の時点で革命以前の車両はほとんどが置き換えられ、ノンステップ車両の導入率は40%となった。
2008年現在、バスはおよそ1300台程度在籍している。ルーマニアの自動車メーカーであるロカールの他、DAF・イカルス・ベンツなどの輸入車両が導入されている。特に2006年にはメルセデス・ベンツ・シターロを500台導入、2008年1月にさらに500台の追加発注が行なわれており、導入が完了するとシターロが主力車両の位置づけになる。

## 注記
1. 1 2  バスラマ・インターナショナル107号 p81
2. 1 2 3 4  バスラマ・インターナショナル107号 p82
3. 1 2 3  バスラマ・インターナショナル107号 p83
4. ↑  公式サイト内の記述  による
5. ↑  公式サイト内の記述  による